# Капітан (Королівські ВМС)

Відзнака капітана

Капітан (англ. Capt) — військове звання старшого офіцерського складу ВМС Великої Британії. Це звання йде після звання командер та передує званню комодор і має кодування НАТО OF-5. Звання є рівноцінним званню полковника у британській армії та морській піхоті, і груп-кептену у Королівських ВПС. У флотах багатьох країн є рівноцінні звання.

## Морські капітани
У Королівських ВМС, офіцер який командує будь-яким кораблем має звання командер, хоча не офіційно на борту його називають «капітан», навіть як що він має менше звання, але формально його називають «командир» (або CO). У колишні часи офіцери Королівського флоту які мали звання капітан та командували бойовим кораблем відносилися до посткапітанів; зараз таке не практикується.

## Термінологія
На березі, звання капітана зазвичай вимовляють як англ. «Captain RN», щоб уникнути плутанини з молодшим офіцерським званням армії і морської піхоти, а на морі має назву англ. «Four Ring Captain» (через кількість смужок на шевроні) щоб уникнути плутанини з титулом морських командирів. У Міністерстві оборони та в установах спільного обслуговування капітан може називатися «DACOS» (англ. Deputy Assistant Chief of Staff — заступник помічника начальника штабу) або «AH» (англ. Assistant Head — помічник керівника), виконуючи обов'язки осіб рангу OF-5 які співпрацюють з державними службовцями.

## Відзнака та уніформа
Відзнака має вигляд чотирьох золотих кілець з петлею на верхньому кільці.
До парадної або повсякденної форми офіцери зі звання капітан або вище повинні носити штани з золотими шнурами (штани мають назву «олов'яні штани», а золоті шнури називають «громовідводи»), крім того, вони можуть носити фраки (без погонів).